# Гордон (округ, Джорджія)
Шаблон:StateAbbr_ 34°30′ пн. ш. 84°52′ зх. д. / 34.5° пн. ш. 84.87° зх. д.
Округ Гордон (англ. Gordon County) — округ (графство) у штаті Джорджія, США. Ідентифікатор округу 13129.

## Історія
Округ утворений 1850 року.

## Демографія
За даними перепису
2000 року
загальне населення округу становило 44104 осіб, зокрема міського населення було 15486, а сільського — 28618.
Серед мешканців округу чоловіків було 21942, а жінок — 22162. В окрузі було 16173 домогосподарства, 12261 родин, які мешкали в 17145 будинках.
Середній розмір родини становив 3,08.
Віковий розподіл населення поданий у таблиці:
| Стать    | До 15 років | 15-21 | 22-29 | 30-39 | 40-49 | 50-65 | 65-85 | Понад 85 |
| -------- | ----------- | ----- | ----- | ----- | ----- | ----- | ----- | -------- |
| Чоловіки | 4884        | 2249  | 2824  | 3616  | 3120  | 3356  | 1773  | 120      |
| Жінки    | 4709        | 2025  | 2462  | 3464  | 3128  | 3593  | 2428  | 353      |

## Суміжні округи
- Вітфілд — північ
- Маррей — північ
- Гілмер — північний схід
- Пікенс — схід
- Черокі — південний схід
- Бартоу — південь
- Флойд — захід
- Вокер — північний захід

## Виноски
1. ↑  U.S. Decennial Census. United States Census Bureau. Архів оригіналу за 26 квітня 2015. Процитовано 22 червня 2014.
2. ↑  Historical Census Browser. University of Virginia Library. Архів оригіналу за 11 серпня 2012. Процитовано 22 червня 2014.
3. ↑  Population of Counties by Decennial Census: 1900 to 1990. United States Census Bureau. Архів оригіналу за 2 лютого 2019. Процитовано 22 червня 2014.
4. ↑  Census 2000 PHC-T-4. Ranking Tables for Counties: 1990 and 2000 (PDF). United States Census Bureau. Архів оригіналу (PDF) за 18 грудня 2014. Процитовано 22 червня 2014.
5. ↑  State & County QuickFacts. United States Census Bureau. Архів оригіналу за 3 липня 2011. Процитовано 22 червня 2014.(англ.) Наведено за англійською вікіпедією.
6. ↑  American FactFinder. Бюро перепису населення США. Архів оригіналу за 21 травня 2008. Процитовано 31 січня 2008.

| США | Це незавершена стаття з географії США. Ви можете допомогти проєкту, виправивши або дописавши її. |